# Odontochilus duplex
Odontochilus duplex är en orkidéart som först beskrevs av Richard Eric Holttum, och fick sitt nu gällande namn av Paul Ormerod. Odontochilus duplex ingår i släktet Odontochilus och familjen orkidéer. Inga underarter finns listade i Catalogue of Life.